# Coryphodon
 (février 2016).
Si vous disposez d'ouvrages ou d'articles de référence ou si vous connaissez des sites web de qualité traitant du thème abordé ici, merci de compléter l'article en donnant les références utiles à sa vérifiabilité et en les liant à la section « Notes et références ».
Genre
Coryphodon est un genre fossile de mammifères ayant vécu durant la fin du Paléocène jusqu'au milieu de l'Éocène (Lutétien), il y a environ entre 58 et 46 Ma (millions d'années).

## Étymologie
Du grec ancien signifiant : « dents pointues ».

## Répartition géographique
Il a vécu en Europe de l'Ouest, en Amérique du Nord et en Chine.

## Description

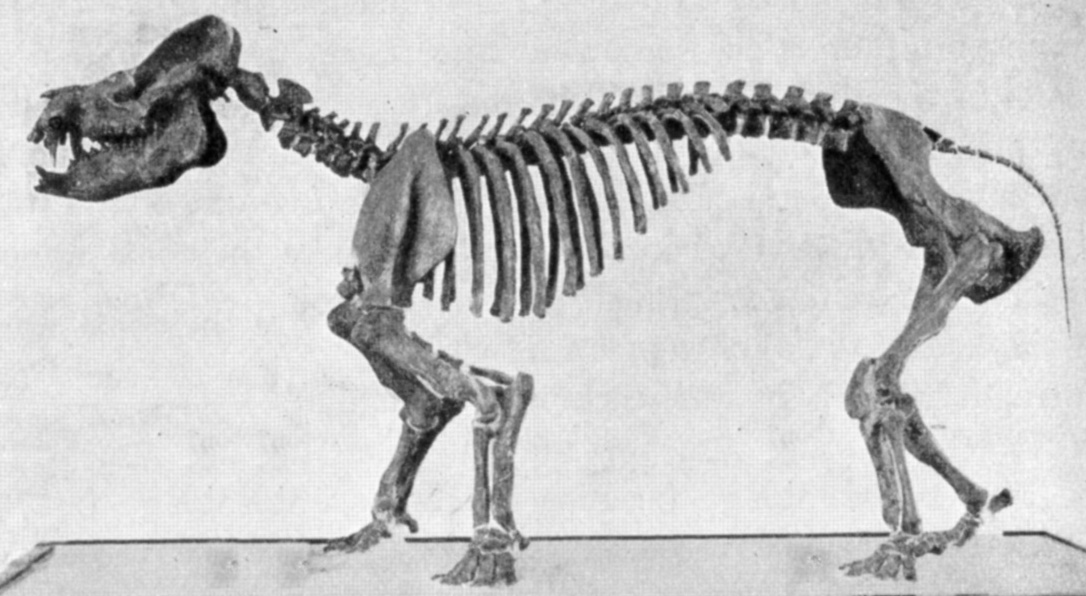
Squelette de Coryphodon.

Comme les hippopotames, Coryphodon vivait dans les marécages et se nourrissait de plantes aquatiques.
De la taille d'un sanglier, Coryphodon mesurait 2,5 mètres de long, 1 mètre au garrot et pouvait peser jusqu'à 500 kilos. Il possédait deux défenses peu développées. Malgré sa taille assez moyenne, il était considéré comme un gros animal par rapport aux autres animaux vivant à la même époque.

## Prédateurs
Sa taille le protégeait de la plupart des carnivores, mais il était toutefois la proie de Titanoboa cerrejonensis, un serpent de plus de 12 mètres.